# Hawaii rózsája
A Hawaii rózsája Ábrahám Pál (zene), Földes Imre, Alfred Grünwald (libretto), Fritz Löhner Beda (német versek), Harmath Imre (magyar versek) nagysikerű jazzoperettje. Földes Imre az alaptörténet megírásához Liliʻuokalani hawaii hercegnő életét vette alapul. Az operett premierjét 1931. július 24-én a lipcsei Neues Theaterben, Németországban tartották. Az operett magyarországi bemutatója 1932. január 28-án a budapesti Király Színházban volt.

## Szereplők
- Lilia, Hawai hercegnője; Suzanne Provance énekesnő (szoprán)
- Liló Táró herceg, Layla egykori jegyese (tenor)
- Konoko Hilo főpap, a királysághoz hű hawaiiak vezetője (bariton vagy prózai szerep)
- Herold Stone kapitány, az amerikai tengerészet kapitánya (tenor)
- Lloyd Harrison, Hawai amerikai kormányzója (prózai szerep)
- Bessy Worthington , Harrison sógornője (szubrett) (könnyű szoprán)
- John Buffy, titkár (buffo tenor)
- Raka, bennszülött fiatal hawaii lány (szubrett) (könnyű szoprán)
- Jim Boy, fekete amerikai jazz-énekes (buffo tenor vagy bariton)
- Suzanne Provence, Jim partnernőe (a szerepet Layla játssza)
- Sam Boy, jazz-táncos
- Peronques, főpincér (prózai szerep)
- Chun-chun, kínai szolga (prózai szerep)
- Makintosh admirális (prózai szerep)
- Kaluna, idős hawaii férfi (bariton)
- Sunny Hill, tengerésztiszt (tenor vagy bariton)
- Bobbie Flipps, hadapród (kadét) (tenor vagy bariton)
- Tengerész tisztek, kadétok, hawaii táncosok, hawaiiak, szolgák, hölgyek és urak társasága

### Zenekar
Különböző zenekari beállítások lehetségesek, például: fuvola, oboa, három klarinét, fagott, két kürt, három trombita, három harsona, két zongora, két bendzsó, hárfa, dobok és vonósok. Egyes fafúvós hangokhoz szaxofonok is használhatók, és bendzsó hawaii gitár helyett.

## Cselekménye
- Helyszín: Honolulu, Monte Carlo
- Idő: 1895

A történet egzotikus helyszínen, szerelmi szálba ágyazottan a tradíciók és a haladás ellentéte, Hawaii önállóságának megtartása vagy amerikai protektorátussá válása körül bonyolódik.

### Első felvonás
Egy elegáns villa előtti tér Honoluluban.
Az Egyesült Államok hadserege még a XIX. század utolsó éveiben megszállta Hawaiit, s elűzte az uralkodócsaládot. Kikiáltották a köztársaságot, s a szigetállam amerikai protektorátussá vált. A trón várományosa, Laya hercegnő – akinek a kezét szülei, a helyi hagyományokat követve, még gyermekkorában Lilo-Taro hercegnek ígérték – Párizsba menekült, ahol rangrejtve él. A szigeten Harrison kormányzó, az amerikaiak megbízottja tartja kezében a hatalmat, de az őslakókban egyre jobban forr a düh a betolakodó és az egyre nagyobb számú idegennel szemben. A királysághoz hű, hagyományaikhoz ragaszkodó hawaiiak titokban vezérükké választják Kanako Hilót, a helyi arisztokrácia egyik hangadóját, azt remélve, hogy vezetésével megszabadulhatnak az amerikaiaktól. Szerveződésükről a kormányzó is tudomást szerez, ezért ravasz tervet eszel ki, sógornőjét Bessyt, a legrangosabb helybeli család csarjával, Lilo-Taroval akarja osszeboronálni, így a szigetlakók reménye, a két hercegi család gyermekeinek egykor eltervezett házassága meghiúsulna. Terve szerencsére befolyásos ellenzőre talál titkára, John Buffy személyében, aki maga is szerelmes a szép Bessybe. Eközben Stone kapitány parancsnoksága alatt amerikai hajó fut be a kikötőbe, fedélzetén néhány utassal, köztük a vendégfellépésre érkező feketebőrű jazzénekessel, Jim Boy-jal és partnernőjével, Suzanne-nal. Stone már a hajóúton fülig habarodott a "művésznőbe", aki valójában az inkognitóban utazó Layla hercegnő. A kormányzónál kerti mulatság készül, oda igyekszik az újonnan érkezett énekespár is. Kanako Hilo felismeri Suzanne-ban a hercegnőt, sikerül is beszélnie vele, de csalódnia kell. A lány, bár szereti hazáját és őszintén aggódik népe jövőjéért, egyelőre nem tervezi a trón visszaszerzését. Csak azért jött, mert honvágy gyötörte, s látni akarta ifjúsága boldog színterét. Amikor azonban találkozik Lilo-Taróval, s megtudja, hogy a fiatalember is a szervezkedők táborához tartozik, kész csatlakozni hozzájuk. Meghitt beszélgetésüket titokban kifigyeli Stone kapitány. Már hozzá is eljutott a Kanako Hilo által felröppentett hír: az énekesnő valójában az álruhás trónörökösnő. A kapitányt persze nem a sziget, a helybéli politikai csatározások alakulása, hanem a szerelemféltés aggasztja, hiszen még el sem kezdődött a lánnyal való kapcsolata, s Lilo-Taro személyében máris vetélytársa támadt.

### Második felvonás
A királyi palota egyik terme és Monte Carlo.
Közeleg a szigetlakók legnagyobb ünnepe. Hagyományosan ezen a napon választják ki "Hawaii rózsáját", a sziget eladósorba került lányainak legszebbikét. Kanako hívei azt szeretnék, ha a megtisztelő cím ezúttal a visszatért hercegnőnek juthatna. Tudja ezt a kormányzó is, s hosszú idő óta most először elbizonytalanodik. Ha beleegyezik, az esemény könnyen forradalomba csaphat át, ám az is olaj lehet a tűzre, ha a kérést egyszerűen elutasítja. Ezért úgy dönt, csak akkor járul hozzá a hawaiiak választásához, ha a hercegnő lemond a sziget önállóságána támogatásáról és aláírja az ezt tanúsító, előre megszövegezett dokumentumot. Amikor Laya elutasítja kérését, a protektorátus ellenségének nyilvánítja és parancsot ad Stone kapitánynak a hercegnő letartóztatására. Stone habozik: szerelmes a lányba, de ha nem teljesíti a parancsot, elveszíti újonnan kapott, jövedelmező állását, s kikötőparancsnoki tisztet. A hercegnő sem érzéketlen a jóképű tiszt iránt – különösen, mert úgy érzi, Lilo-Taro nem viszonozza közeledését -, s amikor tudomást szerez habozása okáról, hogy ne kényszerítse döntésre, aláírja a nyilatkozatot. Ám ami Lilo-Tarót illeti, a hercegnő elszámítja magát. A fiatalember ugyanis egykori jegyesét gyönyörű lányként viszontlátva egyre szerelmesebb Layába, s amikor megtudja, hogy a hercegnő mégis aláírja a nyilatkozatot, úgy érzi: nemcsak a hazáját, őt magát is elárulta. Nem kell számára másik feleség, s nem látván más kiutat, elrohan, hogy a tengerbe vesse magát. Most már a hercegnő számára sem kétséges, hogy Lilo-Taro viszont szereti őt.

### Harmadik felvonás
Kínai bár
Layla hercegnő a szerelmese öngyilkossága miatti bánatában, és ingatag, trónörököshöz méltatlan, megalkuvó magatartása miatt érzett szégyenében szülőföldjét elhagyva Monte Carlo-ba utazott. Nem sejti, hogy szinte osszes hawaii ismerőse a nyomában jár. Stone kapitány, aki Lilo-Taro után rohant a tengerbe és megmentette az öngyilkosságtól, sőt felmondta a honolului állását, a szerelmes herceg, aki időközben szoros barátságot kötött a tengerésztiszttel, valamint Bessy, aki már Buffy titkár menyasszonya. Valamennyien a város felkapott kínai mulatójában találkoznak, hogy meghallgathassák az igazi Suzanne Provence-ot. Itt van persze Jim Boy is, aki végre a valóságban is megismerheti "partnernőjét". Stone újdonsült barátjától, Lilo-Tarotól már jó ideje értesült a hercegnő és Lilo-Taro gyermekkori eljegyzéséről, és minthogy a fiatalok szeretik is egymást, félreáll az útjukból. Most már nincs akadálya, hogy a hercegnő nyakába helyezzék a Hawaii rózsáját megillető füzért, és a társaság együtt köszönti az egymásra talált szerelmeseket.

## Operettslágerek
- My golden baby (slow fox)
- Néger dal (Egy Johnny vagyok...)(lassú foxtrot) (német címe: Bin nur ein Jonny)
- Ittam egy kis pityókát – (németül: Heut hab´ ich ein Schwipserl)
- Hawaii keringő (Ilyen szép nincsen még...)(ref: a dél tenger tündérvilága)(lassú valcer) (németül: Du traumschöne Perle der Südsee)
- Jól szól ez a jazzband (foxtrot) (németül: Wir singen zur Jazzband)
- Van egy díványbabám (slow fox) (németül: Ich hab' ein Diwanpüppchen)
- Indulódal (Zúg a szél száz poklon át...)(induló) (németül: Wo es Mädels gibt, Kameraden)
- My little boy (foxtrot)
- Szerelmi kettős (Te légy enyém...)(lassú valcer) (németül: Will dir die Welt zu Füßen legen)
- Dzsungel dal (slow fox) (németül: Was hat ein Gentleman im Dschungel zu tun)

## Bemutatók
- Premier: 1931. július 24. Neues Theater, Lipcse,Németország
- 1931. augusztus 29. Metropoltheater, Berlin, Németország
- 1932. augusztus 19. Theater an der Wien, Bécs, Ausztria
- 1933. Theatre de l Alhambre, Párizs, Franciaország (La fleur d' Hawai)
- 1932. január 28. Király Színház, Budapest
- 1932. május 7. Kolozsvári Nemzeti Színház, Kolozsvár, Románia
- 1956. június 01. Szabadkai Népszínház, Szabadka, Jugoszlávia
- 1971. április 25. Miskolci Nemzeti Színház, Miskolc
- 1959. december 17. Katona József Színház, Kecskemét
- 1959. december 23. Gárdonyi Géza Színház,Eger
- 1963. szeptember 20. Pécsi Nemzeti Színház,Pécs
- 1968. április 05. Szigligeti Színház,Szolnok
- 1972. szeptember 30. Szegedi Nemzeti Színház
- 1972. szeptember 20. Kisfaludy Színház, Győr
- 1983. június 16. Kolozsvári Állami Magyar Opera, Kolozsvár, Románia
- 1985. október 18. Ódry Színpad, Budapest
- 1986. október 24. Pécsi Nemzeti Színház, Pécs
- 2010. február 7. Wolksoper Wien, Bécs, Ausztria
- 2012. augusztus 2. Eutin Festspiele, Eutin, Németország
- 2013. Theater Annaberg, Annaberg, Ausztria
- 2015. december Nordharzer Städtebundtheater in Quedlinburg, Quedlinburg, Szász-Anhalt Tartomány, Németország
- 2016. március 19. Theater Pforzheim, Baden-Württemberg tartomány, Pforzheim, Németország
- 2017. január 21. Theater Dortmund, Dortmund, Németország
- 2017. szeptember 28. Theater Basel, Bázel, Svájc
- 2018. április 1. Theater am Domhof, Alsó-Szászország tartomány, Osnabrück, Németország
- 2018. május 5. Theater für Niedersachsen Großen Haus Stadttheater Hildesheim, Alsó-Szászország tartomány, Hildesheim, Németország
- 2018. július 14. Lehár Fesztivál, Kongress & TheaterHaus Bad Ischl, Bad Ischl, Ausztria
- 2018. január 18. Theater Paderborn Westfälische Kammerspiele, Észak-Rajna-Vesztfália tartomány, Paderborn, Németország
- Amerikai premier: 2019. június 29. Chicago Folks Operetta, Chicago, USA
- 2020. július 3. Oper Stuttgart, Stuttgart, Baden-Württemberg, Németország
- 2020. szeptember 19 . Salzburger Landestheater, Salzburg, Ausztria
- 2020. október 24. Theater Hagen, Hagen, Hagen, Észak-Rajna-Vesztfália. Németország
- 2021. december 19.  Komischen Oper Berlin, Berlin, Németország (koncert előadás)
- 2022. szeptember 23. Stadttheater Murau, Murau, Stájerország, Ausztria
- 2023. július 1. Volkstheater Rostock, Roctock, Mecklenburg-Elő-Pomeránia tartomány, Németország
- 2023. szeptember 8. Theater Magdeburg, Magdeburg, Szász-Anhalt tartomány, Németország

## Linkek
- https://www.youtube.com/watch?v=gN9v8MRu0QA
- https://www.discogs.com/P-Abraham-Die-Blume-Von-Hawaii-Grosser-Operettenquerschnitt/release/9380878

## Megfilmesítések
- Die Blume von Hawaii(1933) Német film – rendező: Richard Oswald
- Die Blume von Hawaii (1953) NSZK film – rendező: Géza von Cziffra
- Die Blume von Hawaii (1971) NSZK TV mozi – rendező: Raimund Rosenberger,Manfred R. Köhler  átíró: Joe Dixie
- Blomman fran Hawaii (1983) Svéd TV mozi – rendező: Gösta Folke Gösta Folke Claes Sylwander,Gösta Folke
- Blomman från Hawaii (1992) Svéd TV mozi – rendező: Claes Sylwander